# Heiner Lürig

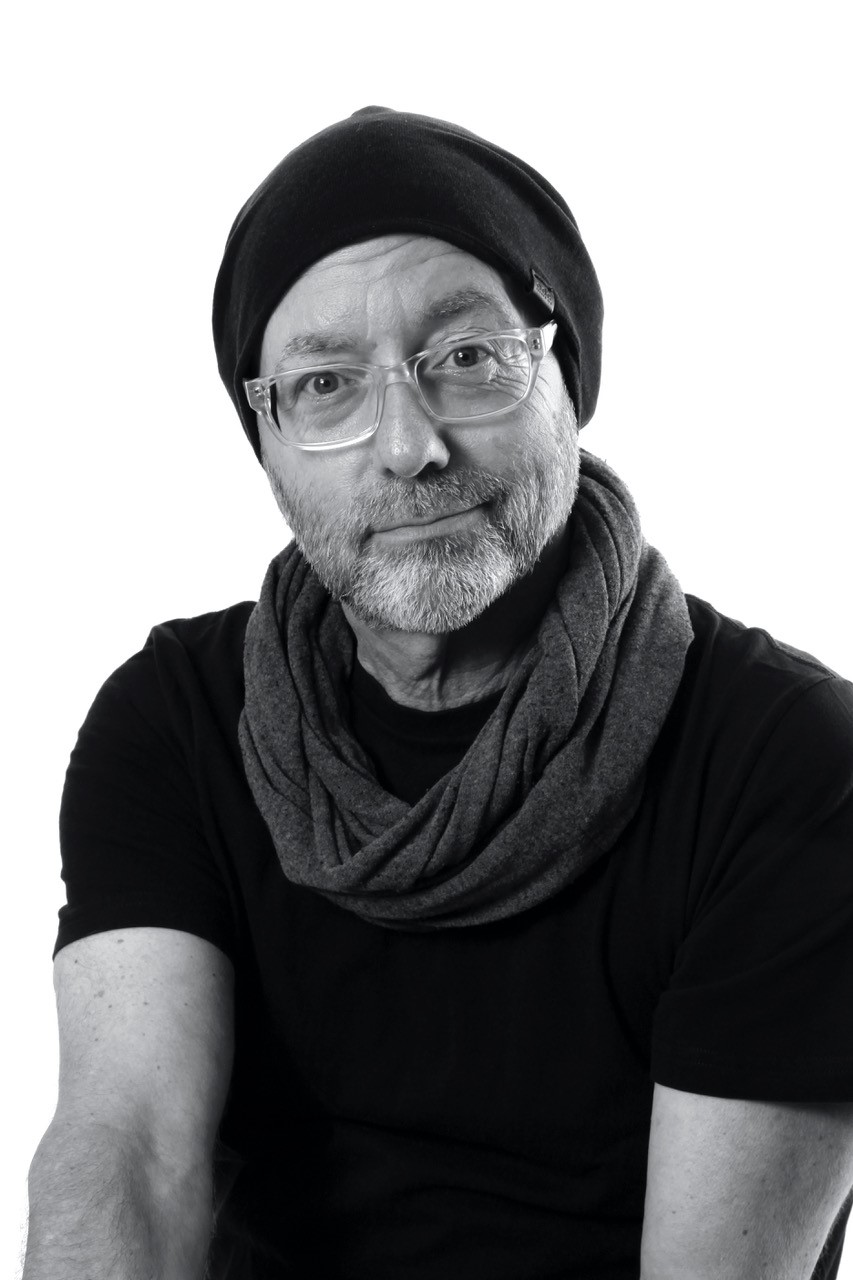
Heiner Lürig (2023)

Heiner Lürig (* 1954 in Hannover) ist ein deutscher Musiker, Gitarrist, Produzent, Komponist, Sänger und Musicalkomponist. Er war viele Jahre der musikalische Leiter der Begleitband Verstärkung von Heinz Rudolf Kunze.

## Leben
Heiner Lürig wollte ursprünglich Medizin studieren, überlegte es sich jedoch 1979 endgültig anders und wurde Berufsmusiker. Er spielte zunächst in lokalen Bands, bevor er 1981 als Gitarrist und Co-Autor bei Bernward Büker einstieg. In den EMI-Studios traf er auf Horst Luedtke, der später den Kontakt zu Heinz Rudolf Kunze herstellte. 1983 und 1984 produzierte Lürig zusammen mit Hanz Marathon zwei Alben mit Instrumentalmusik unter dem Namen „Magic Guitars“. Seit 2015 lebt Heiner Lürig in Fritzlar.

## Solist
Am 26. Mai 2023 veröffentlichte Heiner Lürig seine erste eigene Single Du fehlst mir beim Label Monopol in Berlin., am 4. August folgte die Single Nah am Wasser (Text: Heinz Rudolf Kunze).
Ende Oktober 2024 erschien Heiner Lürigs Solo-Album Nur noch ein Schritt mit elf Titeln. Aufgenommen, gemischt und gemastert wurde es im Zeitraum 2023–2024 von Heiner Lürig in seinem Studio Raum 123 in Fritzlar. Bei den Aufnahmen mitgewirkt haben Marius Lürig (Schlagzeug und Percussion) und Martin Huch (Pedal Steel und Lapsteel). Alle Kompositionen und sechs Liedtexte schuf Heiner Lürig. Die Texte der Lieder Nah am Wasser, Mit anderen Worten und Du hast die Wahl schrieb Heinz Rudolf Kunze; den Text zu Ein Gedicht schuf Titus Reinmuth. Der letzte Titel Auf der Reise ist ein 14-minütiges Instrumental.

## Zusammenarbeit mit Heinz Rudolf Kunze

### Als Musiker, Komponist, Produzent
1985 begann Lürig seine Zusammenarbeit mit Heinz Rudolf Kunze, in die er die Musik zu Kunzes erfolgreichem Hit „Dein ist mein ganzes Herz“ einbrachte. Seitdem schuf er für viele Kunze-Texte das musikalische Gewand, so dass daraus erfolgreiche Hits wurden. „Mit Leib und Seele“, „Finden Sie Mabel“, „Alles was sie will“, „Wenn du nicht wiederkommst“, „Leg nicht auf“, „Aller Herren Länder“, „Madagaskar“ – diese Songs stehen dafür beispielhaft.
Lürig war von da an an allen Alben und Tourneen von Heinz Rudolf Kunze als Musiker, musikalischer Leiter der Begleitband Verstärkung und oft auch als Musikproduzent maßgeblich beteiligt.
2002 entschied Lürig, vorerst aus der engen Kooperation mit Heinz Rudolf Kunze auszusteigen. Kunzes 25-jähriges Bühnenjubiläum 2005 begingen Kunze und Lürig noch gemeinsam, die Doppel-DVD „Man sieht sich – 25 Jahre HRK“ wurde von Heiner Lürig und Phil Friederichs produziert. Das Album „Klare Verhältnisse“ (2006) war das letzte gemeinsam produzierte Album – Kunze und Lürig gingen von da ihre jeweils eigenen Wege. Heiner Lürig hat nach eigenen Angaben bei mehr als 1.000 Konzerten an der Seite von Heinz Rudolf Kunze auf der Bühne gestanden und musiziert.
2005 steuerten Kunze und Lürig zum Deutschen Evangelischen Kirchentag 2005 das Kirchentagslied Mehr als dies/Wenn dein Kind dich morgen fragt bei. Dazu wurde eine CD-Sonderedition mit einer Auflage von 10.000 Exemplaren veröffentlicht.
2008 bearbeitete Lürig die vier erfolgreichsten Kunze-Alben und ergänzte deren Neu-Veröffentlichungen mit Demo- und Live-Versionen sowie unveröffentlichten Songs. Zum 30. Bühnenjubiläum von Heinz Rudolf Kunze 2010 erschien unter Lürigs Betreuung die DVD-Box „In alter Frische“, die auch das Konzert „Ein Abend mit Brille“ enthält (ungekürzte Version aus dem E-Werk in Köln, 22. April 1991 – es gilt als eines der besten HRK-Konzerte).
Im Januar 2014 erschien die „Heinz Rudolf Kunze – Limited Deluxe Edition“, die aus fünf CD-Boxen (12 CDs) besteht. Insgesamt umfasst die limitierte Ausgabe des Rakete Labels acht von Lürig restaurierte Kunze-Alben aus der Schaffensphase zwischen 1983 und 2001.
Anlässlich des offiziellen Endes des Steinkohlenbergbaus in Deutschland im Dezember 2018 komponierte Heiner Lürig Musik zu einem Text von Bettina von der Höh. Das entstandene Lied trägt den Titel „Des Kumpels letzte Schicht - Schwarze Tränen Grube“, gesungen vom Komponisten.
Für das Album Der Wahrheit die Ehre (2020) von Heinz Rudolf Kunze komponierte Heiner Lürig die beiden Lieder Die Zeit ist reif und Heute ist gut, die er in seinem Studio in Fritzlar produzierte. Das Album erreichte zur Veröffentlichung Platz 3 der deutschen Album-Charts.
Für die Theaterbearbeitung des Stücks Vom Suchen und Finden der Liebe der Württembergischen Landesbühne Esslingen im Jahr 2022 steuerte Lürig Kompositionen bei.

### Als Musical-Komponist und -Produzent
Die Zusammenarbeit zwischen Lürig und Kunze ging im Bereich Musical weiter: Im Sommer 2003 hatte das Kunze-Lürig-Musical „Ein Sommernachtstraum“ Premiere in den Herrenhäuser Gärten, Hannovers Freiluft-Theater. Auf Basis von William Shakespeare entstand ein neues Musical. Das Stück wurde erneut 2004 bis 2006 sowie 2010 bis 2014 in Hannover-Herrenhausen aufgeführt. In insgesamt fünf Spielzeiten brachte es dieses Musical bis zum letzten Vorhang am 30. August 2014 auf 89 Vorstellungen mit 65. 000 Zuschauern.
2006 komponierte Heiner Lürig 20 neue Lieder für ein weiteres Shakespeare-Musical. Heinz Rudolf Kunze schrieb die Texte, und im Sommer 2007 wurde „Kleider machen Liebe oder: Was ihr wollt“ uraufgeführt, wieder in Herrenhausen, wieder mit großer Resonanz. Auch erschien eine CD zum Musical.
2011 folgte in Herrenhausen „The Tempest – Der Sturm“ als drittes Shakespeare-Musical von Lürig und Kunze. Im Jahr 2018 brachten die beiden Künstler ihre Version von Wie es euch gefällt im Theater am Aegi in Hannover zur Aufführung. Das Musical Ein Sommernachtstraum von Kunze und Lürig wurde vom 21. Juni bis 28. Juli 2018 an der Württembergischen Landesbühne Esslingen aufgeführt – Spielort war der Stadtpark Maille.
Im Oktober 2019 veröffentlichte Heiner Lürig ein von ihm produziertes Album mit den Liedern des Kunze-Lürig-Musicals „Wie es euch gefällt“, gesungen von den Mitwirkenden der Uraufführung 2018 in Hannover und dem Komponisten. Im Februar 2021 ermöglichte es Lürig, dass alle Lieder der vier Shakespeare-Musicals von Kunze und Lürig auf allen Streaming- und Download-Plattformen abgerufen werden können.

## Zusammenarbeit mit anderen Musikern
Heiner Lürig ist auch für andere Künstler tätig gewesen: So hat er für Herman van Veen Titel komponiert und produziert wie Blaue Flecken, Du oder Du und Ja. Für Reinhard Mey produzierte er einige Songs auf den CDs „Alles geht“ und „Farben“. Heinz Rudolf Kunze und Heiner Lürig haben 2015 für Bernd Stelter das Lied „Das Gute“ geschrieben, das auf dem Album „Wer Lieder singt, braucht keinen Therapeuten“ erschien.
Wichtig war Lürig die erste deutsch-deutsche Produktion „Willkommen in der Welt“ mit dem aus der DDR stammenden Tino Eisbrenner. Sie fand 1999 ihre Fortsetzung mit dem Album „Stark sein“, zu dem Lürig Kompositionen beisteuerte.
2008 lebte die Zusammenarbeit zwischen Lürig und Tino Eisbrenner wieder auf. Das Band-Projekt hieß Hausboot, das Album „strom ab“ erschien im Oktober 2009. Der Titel „Wär nicht schwer“ wurde 2010 zu einem kleinen Radiohit. Das zweite Hausboot-Album „Fluss der Zeit“ erschien Ende März 2017, gefolgt im Januar 2020 vom Album Die letzten heiligen Dinge. Am 21. Juni 2023 erklärten Tino Eisbrenner und Heiner Lürig gemeinsam das Ende ihrer Zusammenarbeit als Hausboot.
Beim Album Superheldenteam (2020) von Fee Badenius sind Heiner Lürig und sein Sohn Marius Lürig bei zwei Titeln musikalisch beteiligt, die Lieder wurden in Lürigs Tonstudio in Fritzlar aufgenommen und produziert.
Für Tino Eisbrenners Album Indigo (2020), veröffentlicht unter den Namen Eisbrenner & Tatanka Yotanka, produzierte Lürig Ich beobachte Dich – Remake 2020 (auch als Single erschienen) sowie vier weitere Lieder; auch mischte er zehn der 13 Albumsongs und war als Musiker beteiligt. Für das Re-Release 2020 von Tino Eisbrenners Album Stark sein von 1999 war Heiner Lürig für Produktion (M8 Musik), Aufnahme, Mix und als Musiker zuständig.

## Filmmusik-Komponist
Nach seinem Umzug nach Fritzlar 2015 komponierte Lürig in seinem neuen Studio die Musik zum Film „No Future war gestern“, der im April 2016 ins Kino kam.

## Madagaskar-Studio
Nachdem am 1. März 1985 Heiner Lürig und Heinz Rudolf Kunze sich bei der HRK-Rockpalast-Aufzeichnung in der Markthalle Hamburg getroffen hatten, entstanden erste Demo-Versionen zum nächsten Album in Lürigs damals noch bescheidenem 8-Spur-Tonstudio in Hannover-Linden.
Nach dem Erfolg von „Dein ist mein ganzes Herz“ schufen Lürig und Kunze in Hannover das Madagaskar-Studio, rechtlich begründet als Madagaskar Studio GbR. Dort und in Brelingen in der Wedemark, wo später das Studio im Nachbarhaus von Lürigs Wohnhaus zuhause war, wurden die Alben von Kunze & Verstärkung und somit alle erfolgreichen Lieder produziert, bei denen Heiner Lürig auch als Produzent beteiligt war. Der Studio-Name bezieht sich auf Kunzes und Lürigs gleichnamiges Lied Madagaskar aus dem Jahr 1985.
Herzstück des Madagaskar-Studios war das analoge Mischpult des Unternehmens Solid State Logic (SSL). Dieses State of the art-Mischpult zählte mit seiner besonderen Klangqualität lange Zeit zum Industriestandard, es wird nach wie vor in High-End-Studios verwendet. Dieses Mischpult SSL 4056 G mit Total Recall aus dem Madagaskar-Studio erwarb das Gaga-Studio, es wurde im November 2006 nach Hamburg gebracht. Mit der Auflösung der Lürig-Kunze-GbR Anfang der 2000er Jahre endete die Ära Madagaskar-Studio.
Lürigs Tonstudio in Fritzlar trägt den Namen Raum 123 – entsprechend der ursprünglichen Bezeichnung dieses Raums aus dessen Entstehungszeit.

## Ehrung
Am 7. Juli 2003 durften sich im Rathaus Hannover Heinz Rudolf Kunze und Heiner Lürig auf Einladung des Oberbürgermeisters Herbert Schmalstieg in das Goldene Buch der Stadt Hannover eintragen. Gewürdigt wurde damit der Erfolg des ersten Shakespeare-Musicals „Ein Sommernachtstraum“ im Gartentheater Herrenhausen.

## Varia
- 2018 steuerte Heiner Lürig den musikalischen Anteil zu dem von Michael Dörr gesprochenen Hörbuch Zugabe – Geschichten aus der Pop- & Rockwelt bei.[49]
- 2012 erschien das Album Ich bin von Heinz Rudolf Kunze mit einem Duett-Titel gesungen von Kunze und von Heiner Lürig.[50]
- Die Kompositionen einiger später erfolgreicher Titel hatte Heiner Lürig bereits ersonnen, bevor seine Zusammenarbeit mit Kunze begann – Kunze schrieb dann zu den fertigen Melodien die Texte. Beispiele dafür sind die Lieder „Dein ist mein ganzes Herz“, „Mit Leib und Seele“ und „Schutt und Asche“.[51]